# Staatstheorie
Eine Staatstheorie oder Staatsphilosophie behandelt mögliche Definitionen, Entstehung, Formen, Aufgaben und Ziele des Staates sowie dessen institutionelle, soziale, ethische und juristische Bedingungen und Grenzen. Als Teilgebiet der Politischen Philosophie und Konkretion der Allgemeinen Staatslehre berühren Staatstheorien deshalb oftmals Fragestellungen, die mehrere Einzelwissenschaften gleichzeitig betreffen, darunter: die Philosophie, die Theologie, die Politikwissenschaft, die Rechtswissenschaft, die Soziologie und die Volkswirtschaftslehre.

## Überblick
Eine Staatstheorie kann von sehr verschiedenen Ansätzen ausgehen:
- von historischen oder vorhandenen Staatssystemen, die sie beschreibt, legitimiert oder kritisiert,
- vom Ideal einer politischen Ordnung, etwa einer Staatsutopie,
- von ökonomischen oder politisch-sozialen Machtstrukturen,
- von einer Idee der „Sittlichkeit“ (Ethik), daraus abgeleitet u. a. die Menschenrechte und die Gewaltenteilung,
- von einer vorgegebenen, sei es „göttlichen“, naturgesetzlichen oder vertraglich vereinbarten Ordnung.

Je nach Epoche und Theorieansatz können Akteure der Staatstheorie sein:
- der Souverän,
- der Staat als abstraktes Wesen selbst,
- ein Staatsvolk,
- der einzelne Mensch,
- die soziale Klasse oder
- die Gesamtheit der handelnden Wirtschaftssubjekte.

Diese Subjekte sind zugleich auch Objekte der Staatstheorien, sofern Freiheit und Ordnung im Konstrukt des Staates auf irgendeine Weise miteinander ausgeglichen werden (sollen): z. B. als Machtstaat, Rechtsstaat, „Wohlfahrtsstaat“ oder „Klassenlose Gesellschaft“. Gegenstand der Reflexion sind ebenso die Abgrenzung und Zuordnung verschiedener Staatsaufgaben und Staatsgewalten – z. B. Legislative, Exekutive und Judikative – wie der mögliche und wirkliche „Interessenausgleich“ verschiedener Gruppen, die im Staat zusammengefasst existieren.
Man kann Staatstheorien historisch verschiedenen Gesellschaftsformen zuordnen und sie daraus ableiten. Sie reagierten je nach Epoche auf unterschiedliche Bedürfnisse und partikulare oder allgemeine Interessen. Eine Möglichkeit, ihre Vielfalt begrifflich zu ordnen, ist die Frage nach dem ihnen zugrunde liegenden „Menschenbild“ (vgl. Philosophische Anthropologie): Wird der Mensch als prinzipiell „gut“ gedacht, liegt eine Staatstheorie nahe, welche auf möglichst weitgehende demokratische Teilhabe, soziale Gleichheit und Herrschaftsminderung ausgerichtet ist. Wird der Mensch hingegen als prinzipiell gewalttätig, machtstrebend, „böse“ oder wegen seiner prinzipiellen Unbestimmtheit potenziell „gefährlich“ gesehen, liegt eine Staatstheorie nahe, die eine freiheitsbegrenzende Machtausübung staatlicher Autorität legitimiert.
Auch in ihrer Herangehensweise unterscheiden sich die Ansätze: Eine Rechtstheorie geht z. B. eher normativ und deduktiv vor, während eine soziologische Theorie zuvor die Interessengruppen empirisch und deskriptiv analysiert.

## Griechisch-römische Staatstheorien der Antike
Staatstheorien aus der Zeit des antiken Griechenlands beziehen sich nicht auf einen Staat im heutigen Sinn einer Gebietskörperschaft, sondern auf den Personalverband einer Polis (Stadtstaat). Auch dauerhaft Zugezogene (sog. Metöken) besaßen in der jeweiligen Polis keine Bürgerrechte und somit kein Wahlrecht.
Erst im Reich Alexanders des Großen, in den Reichen seiner Nachfolger (Diadochen) sowie im Römischen und Byzantinischen Reich entwickelt sich ein „Staat“ im Sinne eines einheitlich verfassten und regierten Gebietes: sei es wie schon in den älteren Großreichen Ägyptens und Mesopotamiens als Monarchie mit antiker „Gottkönigs“-Ideologie, sei es als Repräsentation der Bürgerschaft durch Staatsorgane wie den römischen Senat. Aber auch diese Staatsform entsprach noch nicht dem neuzeitlichen Staat, weil sie bestimmte Teile der Bevölkerung prinzipiell von jeder politischen Teilhabe ausschloss.
Doch schon der griechische Historiker Herodot („Vater der Geschichtsschreibung“) bemerkte in seiner Verfassungsdebatte, dass auf der Masse des Volkes der ganze Staat ruhe (Herodot, 3,80-84).

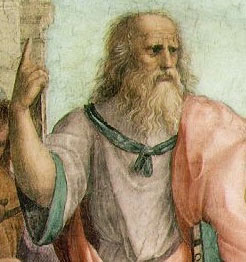
Platon (hier gemalt von Raffael) beschrieb in seinem Werk Politeia seine Vorstellung eines Idealstaates.

Platon baute in seinem Werk Politeia den Idealstaat analog zur Seele des Menschen auf. Die drei Stände entsprechen dabei jeweils einem der drei Seelenteile:
- Die Philosophen (Regenten) entsprechen der Vernunft und bilden somit den Lehrstand,
- die Wächter (Verteidigung nach außen und innen) dem Mut; der Wehrstand,
- der dritte Stand, der Nährstand (Bauern und Handwerker) spiegelt die Triebe.

Ein Mensch sei dann glücklich, wenn seine drei Seelenteile sich in Harmonie, im Gleichgewicht befänden: So sei auch ein Staat dann gerecht, wenn die drei Stände im Einklang lebten. Als beste Verfassungen bezeichnete Platon die gemäßigte Aristokratie und die konstitutionelle Monarchie, als zweitbeste die Nomokratie (Herrschaft der Gesetze). Bei Platon findet sich auch die Auffassung eines Verfassungskreislaufs, einer zeitlichen Aufeinanderfolge verschiedener Staatsformen.
Sein Schüler Aristoteles unterschied in seinem Werk Politik sechs Staatsformen:
- Monarchie (Alleinherrschaft),
- Aristokratie (Herrschaft der Besten),
- Politie (Herrschaft der vernünftigen Gesellschaftsmitglieder).

Diese drei Formen hätten das Allgemeinwohl im Auge und seien daher gut. Ihre „entarteten“ Gegenstücke seien
- Tyrannis,
- Oligarchie und
- Demokratie; sie wird zur Unterscheidung vom heutigen Demokratiebegriff häufig auch Ochlokratie genannt.

Auch Aristoteles glaubte an einen Kreislauf der Verfassungen: Eine gute Staatsform neige zur „Entartung“, aus dieser „entarteten Form“ gehe dann die nächste gute Form hervor usw. Demokratie verstand er als Herrschaft der unorganisierten Masse der Armen, die nicht das Wohl der Allgemeinheit, sondern nur das eigene Wohl anstreben könnten. Er lehnte aber eine gemäßigte Form von Volksherrschaft nicht strikt ab, wie etwa noch sein Lehrer Platon dies tat, sondern plädierte für eine Mischverfassung zwischen Demokratie und Oligarchie, die er auch als Politie bezeichnet.
Auch Cicero suchte in seinem Werk De re publica die optimale Staatsverfassung und übertrug dabei Einsichten von Aristoteles und dem Geschichtsschreiber Polybios auf die römische Republik. Cicero deutete das römische System als adäquate Verwirklichung der Mischverfassung mit den Konsuln als monarchischem, dem Senat als aristokratischem und der Volksversammlung als demokratischem Element.
In der römischen Kaiserzeit beruhte der Staat hingegen auf der faktisch unbegrenzten Macht des Monarchen (Prinzipat), jedenfalls solange dessen Armee diese stützte. Dies zeichnete sich schon in den hellenistischen Monarchien ab, die ihre Legitimation teilweise aus altorientalischen Quellen speisten.

## Theologische Staatstheorien

### Christentum
Seit den Christenverfolgungen im Römischen Reich gewann das Christentum zunehmend Einfluss auf europäische Staatstheorien. Es verstärkte seit der konstantinischen Wende (325) und nachdem es zur einzigen Staatsreligion geworden war (380-390) die Alleinherrschaft des römischen Kaisers, indem es sie als unaufgebbar für die Erlösung im Jenseits absegnete.
Diese heilsgeschichtliche Dimension des Kaisertums wirkte im Mittelalter nach: Die ihrerseits zentralistisch und monarchistisch organisierte Kirche bestimmte die Weltanschauung und Religionspolitik des Heiligen Römischen Reiches im Westen wie auch des Byzantinischen Reiches im Osten (siehe Cäsaropapismus).
Die Scholastik formulierte ausgehend von den Entwürfen Augustins (De Civitate Dei, um 420) und Thomas von Aquins (Summa theologica, um 1265) eine differenzierte, am Zusammenwirken von Glaube und Vernunft orientierte Staatstheorie aus, in der das Naturrecht den Bezugspunkt bildet.
Die Zwei-Reiche-Lehre Martin Luthers begründete erstmals die strikte Trennung von kirchlicher und politischer Macht. Die Reformation begünstigte jedoch die Bildung von Landeskirchenregimenten, später von Absolutismus und Nationalstaaten, teilweise mit konfessionellen Nationalkirchen.
Erst die Französische Revolution setzte die Idee der Trennung von Kirche und Staat durch und initiierte damit in ganz Europa ein Staatsverständnis, das sich an innerweltlichen Sachaufgaben, Rechtsstaatlichkeit und eher an demokratischer Staatskontrolle als an Machterhalt orientierte. Gegenreaktionen wie die Heilige Allianz, die preußisch-konservative christliche Monarchie oder der Kulturkampf des politischen Katholizismus scheiterten langfristig.
Aus den Erfahrungen mit dem Totalitarismus heraus bejahen und unterstützen heutige Kirchen Europas den weltanschaulich neutralen Rechtsstaat, der seinerseits die Glaubensfreiheit und das Widerstandsrecht garantiert und schützt.

### Islam
Im Islam bilden der Koran und die politische Philosophie Mohammeds die Grundlage aller Politik. Diese fordern eine an koranischen Prinzipien orientierte Gesellschaftsform, wobei Religion und Wissenschaft sowie Religion (siehe auch Staatsreligion) und Politik als untrennbar gedacht sind. Dies führt zu einer stark religiös geprägten Vorstellung vom Staat. Einige mehrheitlich islamische Länder verankern die Schari'a in ihrer Verfassung: Diese setzt Gottes im Koran und in der Sunna offenbarten Willen für alle Lebensbereiche voraus, den die Gelehrten im Konsens auslegen und durch Rechtsprechung aktualisieren (Idschma). Dies führt zu theokratischen, von religiösen Autoritäten gelenkten Staatsformen.
Nach neueren theologischen Positionen im Islam schließt der Koran die Möglichkeit, Staat und Religion zu trennen, jedoch nicht aus. Dabei wird auf Aussagen verwiesen, wonach die Nationen „die besten unter ihnen zu ihrer Führung“ auswählen sollen. Diese Aussage beinhalte die Volkssouveränität. Dennoch soll sich die Regierung eines islamischen Staates, gleich welcher Regierungsform sie zuzuordnen ist, an den Prinzipien des Korans orientieren. Dazu gehört nach Auffassung liberaler Muslime die Glaubensfreiheit (la ikrah fi'd-din: „Es soll kein Zwang sein im Glauben“), Meinungsfreiheit und die unveräußerlichen Menschenrechte.
Die Theorie eines islamischen Staates ist ein Konzept, welches seit Mitte des 20. Jahrhunderts eine große Rolle im islamischen politischen Denken spielt.

## Neuzeitliche Staatstheorien

### Machtstaatstheorien
Niccolò Machiavelli begründete in seinem Werk Il Principe (Der Fürst) die Idee des „Machtstaats“ und leitete sie aus der Herrschaft der „Starken“ ab. Die Herrschaft der „Starken“ setze sich empirisch wie ein Naturgesetz in der Geschichte durch und beruhe wesentlich auf der Zustimmung der „Schwachen“:

„Ein Fürst braucht nur zu siegen und seine Herrschaft zu behaupten, so werden seine Mittel immer für ehrenvoll gehalten und von jedem gepriesen werden. Denn der Pöbel ist immer eingenommen vom Augenschein und vom Erfolg, und in der Welt gibt es nur Pöbel; die wenigsten halten stand, wenn sie nicht genügend Rückhalt finden.“

Daraus folgerte Machiavelli den Machterhalt des Herrschenden als notwendige Staatsräson für den Bestand des Staates und erhob ihn zur Maxime politischen Handelns überhaupt. Er begründete die Staatsmacht also letztlich nur aus sich selbst heraus.
Jean Bodin führte in seinem Werk Les six livres de la Republique (Sechs Bücher über den Staat) die Idee der Souveränität ein: Das Gemeinwesen werde durch eine oberste Gewalt und Vernunft gelenkt, eine beständige und unbedingte Gewalt über alle Bürger, mit dem Recht, Gesetze zu geben oder aufzuheben. Der souveräne Staat sei dabei keiner anderen irdischen Instanz gegenüber verantwortlich – er sei jedoch an das göttliche Recht oder Naturrecht gebunden, das in den scholastischen Diskussionen des Mittelalters definiert wurde.

### Vertragstheorien
Vertragstheorien verstehen den Staat von einer fiktiven Rechtsvereinbarung her. Ausgangspunkt ist die Beschreibung eines Naturzustandes, in dem es noch keinen Staat gibt. Nach griechisch-antiken Vorläufern wie dem Sophismus haben besonders Johannes Althusius, Hugo Grotius und Thomas Hobbes solche Staatstheorien entworfen. Dabei flossen auch Elemente der Machtstaatstheorien mit ein.
Thomas Hobbes leitete den Gesellschaftsvertrag in seinem Buch Leviathan aus dem Naturzustand des Krieges aller gegen alle ab (bellum omnium contra omnes); geschichtlicher Hintergrund war der konfessionelle Bürgerkrieg in England und Schottland und die Auseinandersetzung zwischen König und Parlament. In diesem Naturzustand herrschen Konkurrenz, Misstrauen und Ruhmessucht. In dieser Phase sind die Menschen zu keinen Leistungen fähig, da sie einander fürchten. Die menschliche Vernunft entwickelt mehrere Lehrsätze („Naturgesetze“), um diesen Naturzustand zu überwinden. Aus der Vernunft heraus entsteht freiwillig ein Vertrag von jedem Menschen mit jedem Menschen. Darin verpflichten sie sich, ihre persönliche Freiheit zu beschränken und gewisse Rechte auf einen Souverän zu übertragen. Sie geben dem Staat das unumschränkte Gewaltmonopol, damit er die Allgemeinheit nach innen und außen vor gewaltsamen Übergriffen schütze. Entscheidend ist dabei, dass dieser Souverän nicht einen Vertrag mit den Menschen geschlossen hat. Seine Struktur ist nicht rechtlich kodifiziert, sondern autoritär und absolutistisch. Der Fürst oder eine Aristokratie oder eine Versammlung als übergeordnete persona civilis verkörpert die Ordnung. Nicht seine unumschränkte Gewaltanwendung bricht den Gesellschaftsvertrag, sondern der Einzelne, der sich gegen ihn auflehnt. Der Herrscher selbst ist nicht an seine Gesetze gebunden, er spricht Recht; da der Vertrag auf Unterwerfung beruht, enthält er keinerlei herrschaftsbegrenzende Elemente. Er kann nur dann aufgekündigt werden, wenn der Herrscher die Sicherheit des Volkes nicht mehr gewährleisten kann. Die vorausgesetzte Zustimmung der Individuen legitimiert hier also die absolute Herrschaft eines Souveräns, wie sie zu Hobbes' Zeit in Frankreich üblich war (L´état c'est moi).

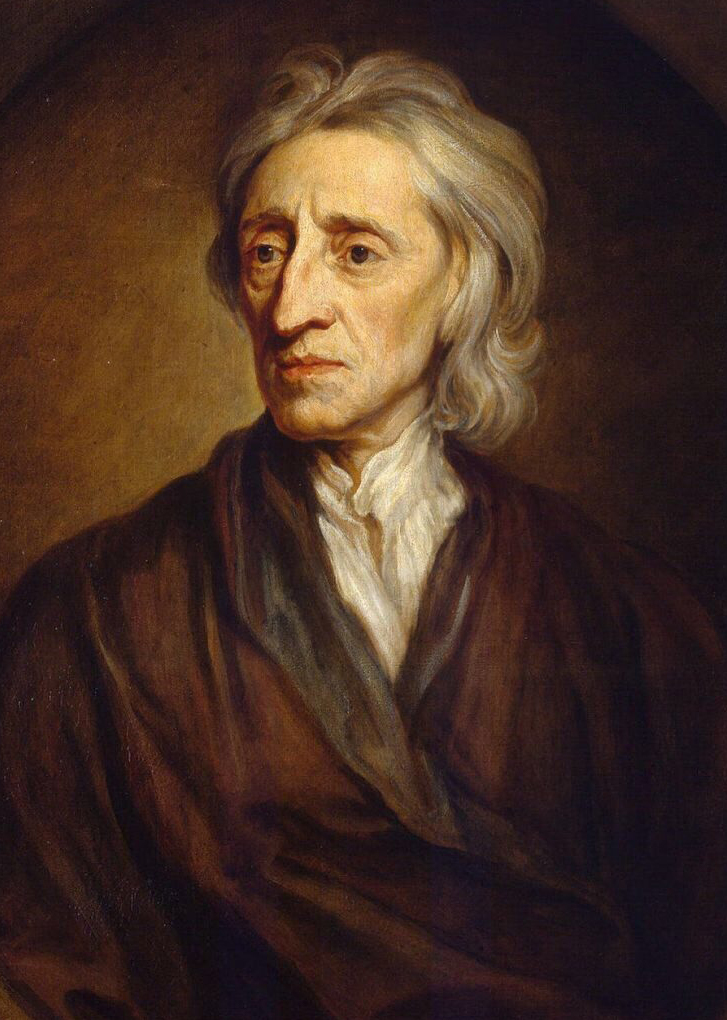
John Locke schlug vor, die Staatsgewalt in Legislative und Exekutive aufzuteilen, um Machtmissbrauch zu verhindern.

John Lockes Vertragstheorie dagegen war aufklärerisch liberal geprägt. Der Naturzustand, den er beschrieb, war durch Freiheit und Gleichheit gekennzeichnet. Dennoch führe die Regellosigkeit auch zu Instabilität. Die geringe Sicherheit des Lebens, der Freiheit und des Eigentums im Naturzustand sei der Grund der Einigung auf ein Gewaltmonopol gewesen. Diese Staatsgewalt sei jedoch – anders als bei Hobbes – geteilt in Exekutive und Legislative, um dem Machtmissbrauch entgegenzuwirken. Lockes Gewaltenteilungslehre fehlte noch die selbstständige Judikative; er prägte jedoch in diesem Zusammenhang den Begriff der Checks and Balances, der von den Autoren der Federalist Papers aufgegriffen wurde. Montesquieu entwickelt dann im Esprit des lois eine entfaltete Lehre von der Gewaltenteilung, in der die Judikative die entscheidende Rolle spielt.
Jean-Jacques Rousseau vertrat demgegenüber eine radikaldemokratische Staatstheorie, die nicht das Bestehende rechtfertigen, sondern dem menschlichen Wesen gemäß sein will und auf die Identität von Herrschenden und Beherrschten setzt. Wie Locke sah er den Naturzustand durch Freiheit und Gleichheit gekennzeichnet. Deren Verlust erfolgte laut Rousseau nicht freiwillig, sondern durch äußere Einflüsse, und mündete in das Zwischenstadium der Vergesellschaftung. Der künftige Gesellschaftsvertrag soll nun die unwiederbringliche natürliche Freiheit auf einer höheren Stufe als gesellschaftliche Freiheit wiederherstellen. Er soll also die menschlichen Grundeigenschaften nicht begrenzen und aufgeben, sondern als „Grundrechte“ bewahren und verteidigen. Darum fragte Rousseau (Contrat social II, 15):

„Wie findet man eine Gesellschaftsform, die jedes Glied verteidigt und schützt und in der jeder Einzelne, obgleich er sich mit allen vereint, dennoch nur sich selbst gehorcht und so frei bleibt wie bisher?'“

Damit ist das Grundproblem der Demokratie formuliert: Die Autonomie des Einzelnen wird nicht als Gegensatz und potenzielle Bedrohung der Staatssouveränität betrachtet, sondern als ihre unaufhebbare Voraussetzung. Ihr Schutz ist somit die wesentliche Staatsaufgabe. Wie aber können freie Individuen eine allgemeingültige Ordnung herstellen?
Die Lösung sah Rousseau in der Volkssouveränität: Nur als souverän entscheidende Gesamtheit könne jeder Bürger (citoyen) seine Freiheit bewahren, also nur durch politisch gleichberechtigte Partizipation an allen Entscheidungen. Der Gemeinwille könne nicht delegiert werden, sondern müsse von möglichst vielen, tendenziell allen Bürgern getragen werden, um allgemeingültig sein zu können. Der rechtmäßige Staat könne nur auf dem Gesamtbeschluss aller Bürger beruhen.

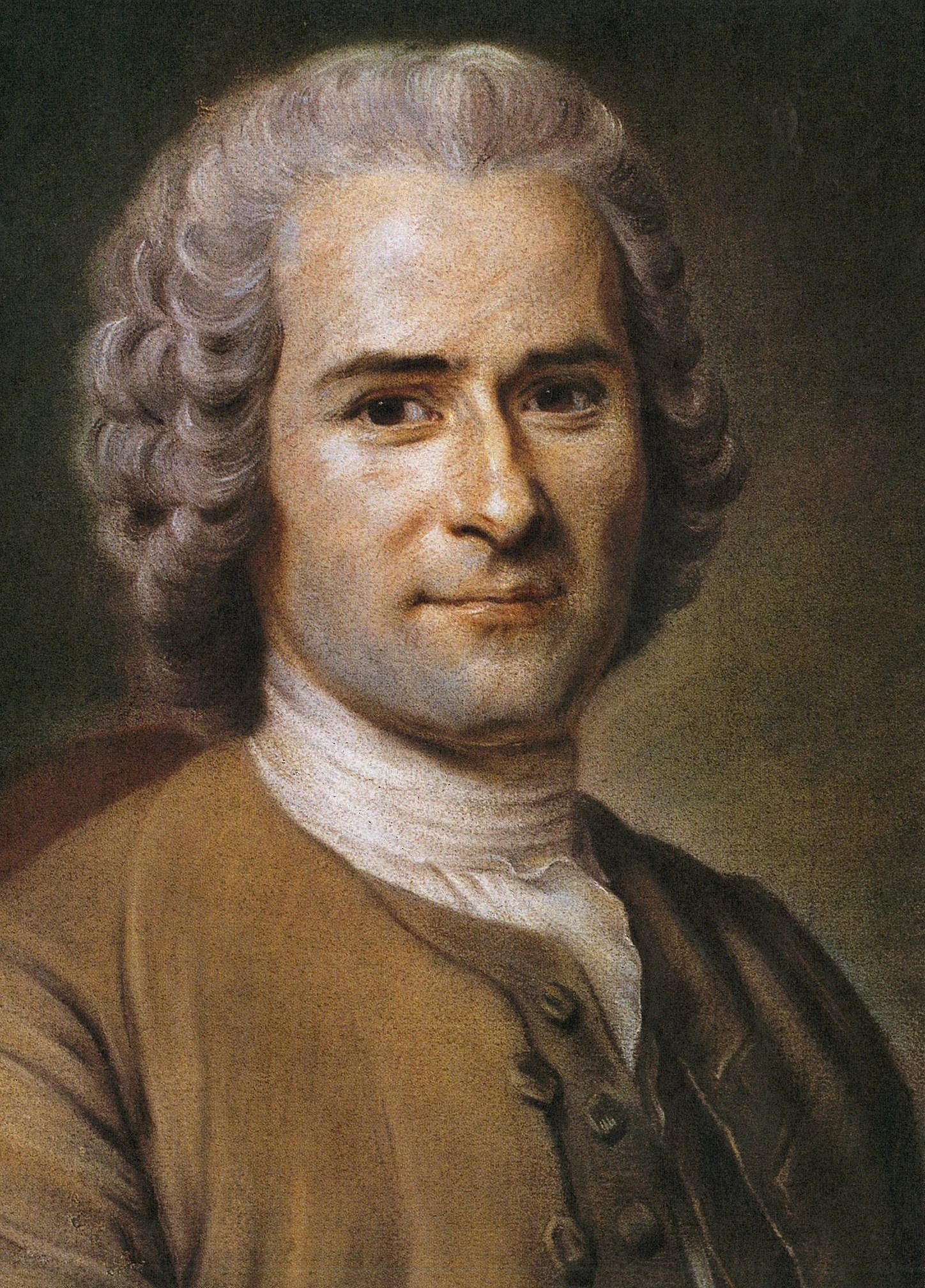
Jean-Jacques Rousseau fordert die Demokratie durch Mehrheitsentscheide

Da dieser real so gut wie nie erreichbar sei, führte Rousseau das Mehrheitsprinzip als Annäherung an das Staatsideal ein. Nach Vertragsschluss verbleibe die Souveränität beim Volk. Sie könne nicht auf Repräsentanten oder Institutionen übertragen werden. Die Bürger sollen ihren Willen nicht an die Allgemeinheit abtreten, sondern ihn möglichst weitgehend einbringen.
Wie bei der Freiheit des Einzelnen eine soziale Ordnung erreichbar ist, konnte Rousseau nach Ansicht vieler Kritiker nicht überzeugend beantworten. Denn sie erfordere – so postulierte besonders Georg Wilhelm Friedrich Hegel (s. u.) – eine „objektivierte“ Wertordnung, die nicht vom wechselhaften Abstimmungsverhalten der Mehrheiten abhängen dürfe. Eine solche freiwillige Selbstbegrenzung enthielte jedoch einen Widerspruch zur Volkssouveränität, nämlich ihre partielle Begrenzung. Ohne diese konnte die Vertragstheorie sowohl für idealistische als auch für marxistische Staatstheoretiker nicht zureichend den notwendigen Übergang von der Freiheit des Einzelnen zum dauerhaften Gesellschaftsvertrag begründen.
Nach einer vorübergehenden Abkehr von der Vertragstheorie im 19. Jahrhundert erlebte diese im 20. Jahrhundert durch John Rawls’ Werk A Theory of Justice eine Renaissance. Rawls führte in seiner Gesellschaftsvertragstheorie des egalitären Liberalismus den fiktiven Schleier des Nichtwissens ein. Mit dem Vertragsschluss legen die Individuen fest, wie die Gerechtigkeit in der künftigen Gesellschaft aussehen soll. Der Schleier des Nichtwissens verhindere nun, dass die Individuen bei Vertragsschluss ihre spätere gesellschaftliche Stellung und ihre natürlichen Begabungen oder Fähigkeiten kennen. Diese Objektivität schließe utilitaristisches Handeln der einzelnen Individuen bei Vertragsschluss aus und führe somit zu einer gerechten Übereinkunft.

### Idealistische Staatstheorien
In den idealistischen Staatstheorien wurde der Staat wie in den Vertragstheorien als Konsens autonomer Individuen betrachtet. Vorausgesetzt wurde ihre „Sittlichkeit“, die eine Unterscheidung zwischen „gut“ und „böse“ ermögliche. Die aufgeklärte Ethik appellierte daher nicht nur an formale Entscheidungsfreiheit, sondern auch an die inhaltliche Einsicht in die Notwendigkeit eines vernünftigen, das Allgemeinwohl erstrebenden Verhaltens.
Immanuel Kant verband dabei liberale und demokratische Ideen. Der Staat sei gerechtfertigt, wenn jedes Individuum sich durch seine theoretische Zustimmungsmöglichkeit als Miturheber von Recht und Staat fühlen könne (Rechtslehre §47):

„Der Akt, wodurch sich das Volk selbst zu einem Staat konstituiert, eigentlich aber nur die Idee desselben, nach der die Rechtmäßigkeit desselben allein gedacht werden kann, ist der ursprüngliche Kontrakt, nach welchem alle (omnes et singuli) im Volk ihre äußere Freiheit aufgeben, um sie als Glieder eines gemeinen Wesens, d. h. des Volkes als Staat betrachtet (universi) sofort wieder aufzunehmen.“

Die Reflexion des „guten Willens“ zeige dem Einzelnen den Staat als Produkt seines eigenen Willens und ziele auf Übereinstimmung der Gesamtheit des Volkes. Der Staat solle das Zusammenleben der Menschen so gut wie nur möglich organisieren, damit jeder die Tätigkeit auszuüben vermöge, die er am besten kann: Sein Zweck sei der Ausgleich von Freiheit und Ordnung, Einzelinteressen und Allgemeininteresse, zu denen die Entfaltung der individuellen Fähigkeiten gehöre.
Warum die einmal getroffene (fiktive) Zustimmung zum Staat jedoch nicht revidierbar sein soll, bleibt bei Kant offen. Hier folgerte z. B. Johann Gottlieb Fichte, dass der Einzelne kraft seiner Entscheidungsfreiheit den Staatsvertrag jederzeit wieder kündigen und aus dem Gemeinwesen austreten könne, sodass gegenseitige Rechte und Pflichten entfielen. Damit ist eine freie Wahl verschiedener Staatsformen ebenso denkbar wie der Zerfall des Konsenses über eine gemeinsame Ordnung, also „Anarchie“ und Rückfall in den „Krieg aller gegen alle“. Hier wird das Problem berührt, dass die gesellschaftliche Organisationsform und die Institutionen den Rechten und Pflichten der Bürger Rückhalt und Kontinuität verleihen sollen.

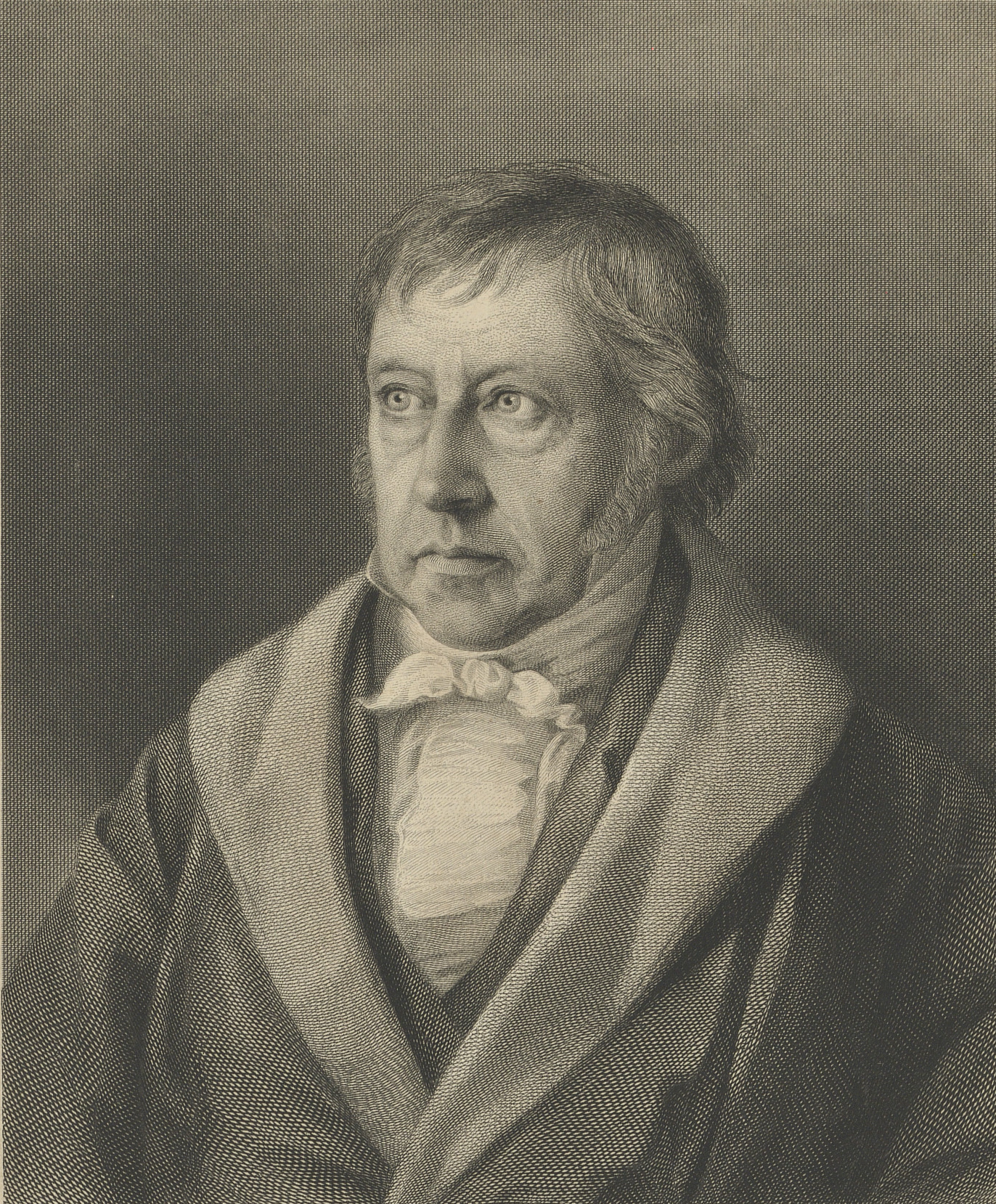
Georg Wilhelm Friedrich Hegel

Hegel knüpfte an Platon und Aristoteles an, indem er die sittliche Existenz des Menschen nur im Staat als verwirklicht ansah. Er würdigte den Idealismus Rousseaus und Kants, die die Freiheit des Einzelnen und damit den Geist zur Grundlage allen Rechts und Gestaltung des Zusammenlebens gemacht hätten, zeigte in seiner Rechtsphilosophie aber als Schwachpunkt der Vertragstheorie, dass sie den Staat nur aus der Summe der Einzelinteressen abgeleitet habe, in denen jeder Bürger „sich selbst Zweck“ sei. Der Staat sei für ihn nur aus der Not und dem abstrakten Verstand geboren, damit aber der Beliebigkeit und tendenziell der Zerstörung anheimgegeben. Dagegen müsse der Staat als identisch mit der „absoluten Autorität und Majestät“ begriffen werden: als Verkörperung eines objektiven Willens, der „das an sich in seinem Begriffe Vernünftige ist, ob es vom Einzelnen erkannt und in seinem Belieben gewollt werde oder nicht […].“
Damit wollte Hegel die individuelle Freiheit nicht erneut in einem Absolutismus aufheben: Der Staat ist für ihn keine Naturgegebenheit, sondern ein Freiheitsideal, das sich tendenziell in der Welt realisiert. Er suchte eine Synthese aus geordneter Polis, die das Einzelleben umfasst und bestimmt (Antike) und persönlicher Entfaltung, die durch den unendlichen Wert des Individuums begründet ist (Christentum). Dieses Ideal fand Hegel im (preußischen) Staat verwirklicht:

„Der Staat ist die Wirklichkeit der konkreten Freiheit; die konkrete Freiheit aber besteht darin, dass die persönliche Einzelheit und deren besondere Interessen sowohl ihre vollständige Entwicklung und die Anerkennung ihres Rechts für sich […] haben, als sie durch sich selbst in das Interesse des Allgemeinen […] übergehen […] und zwar als ihren eigenen substantiellen Geist anerkennen und für dasselbe als ihren Endzweck tätig sind, so dass weder das Allgemeine ohne das besondere Interesse, Wissen und Wollen gelte und vollbracht werde, noch dass die Individuen bloß für das Letztere als Privatpersonen leben, und nicht zugleich in und für das Allgemeine wollen und dieses Zwecks bewusste Wirksamkeit haben.“

### Der Wohlfahrtsstaat
Von einem Wohlfahrtsstaat wird dann gesprochen, wenn die Soziale Sicherung nicht allein auf bedürftige Gruppen ausgerichtet ist, sondern auf die Bevölkerungsmehrheit. Die meisten Staaten entwickelten sich zwischen den 1920er und 1960er Jahren zu Wohlfahrtsstaaten.
Der Entwicklung zum Wohlfahrtsstaat liegen die gesellschaftlichen Umwälzungen im Zeitalter der Industrialisierung zugrunde. Mit Durchsetzung der industriellen Produktionsweise sah sich die Bevölkerungsgruppe der Arbeiter neuen Risiken wie Invalidität (durch Arbeitsunfall) und Arbeitslosigkeit ausgesetzt. Andere Risiken wie Krankheit und Alter waren nicht neu, die überkommenen Hilfssysteme wie beispielsweise die Großfamilie verloren jedoch durch erforderliche berufliche Mobilität an Bedeutung oder wurden wie im Falle des Zunftwesens im 19. Jahrhundert abgeschafft. Als wichtigste politische Voraussetzung gilt das Aufkommen von Gewerkschaften und sozialistischen Parteien, die von den Herrschenden als eine Bedrohung angesehen wurden. Man wollte einerseits bestimmten Interessen der Arbeiter entgegenkommen und andererseits soziale Konflikte mit der aufstrebenden Arbeiterschaft befrieden. Eine kulturelle Voraussetzung war die Veränderung der sozialen Deutungsmuster. Aus der Aufklärung stammte die Idee, dass die Lebensverhältnisse weder gottgegeben noch naturgesetzlich seien. Im 19. Jahrhundert setzte sich allmählich die Vorstellung durch, dass der Staat das geeignete Instrument zur Bewältigung komplexer kollektiver Aufgaben sei.
Die Grundstruktur des deutschen Wohlfahrtsstaates wurde gegen Ende des 19. Jahrhunderts mit Einführung der damals bedeutendsten Sozialversicherungen (Rentenversicherung, Krankenversicherung und Unfallversicherung) im Rahmen der Bismarckschen Sozialreformen geschaffen. Zu Anfang wurde aber nur die Fabrikarbeiterschaft von den Sozialversicherungen erfasst. Weitere Schutzbedürftige wie Landbevölkerung, Angestellte und gewerbliche Arbeiter wurden erst nach und nach erfasst. Erst seit Ende der 1960er Jahre kann von einem voll entwickelten Wohlfahrtsstaat gesprochen werden.
Liberale kritisieren dieses Staatsmodell: Die Institutionalisierung und Bürokratisierung der Hilfeleistungen führe zwangsläufig zu Unfreiheit, entmündige den Menschen und gebe der Staatsverwaltung zu viel Macht. Sie verfestige wechselseitige Anspruchs- und Erfüllungshaltungen bei den Hilfeempfängern und dem Gesetzgeber, schwäche damit ihre Verantwortung für die Gesamtgesellschaft und höhle so die Demokratie aus. Oft wurden direkte Entwicklungslinien von der „Wohlfahrtsdiktatur“ zum totalitären Faschismus oder Stalinismus gezogen. Dem stellten einige Kritiker schon vor 1900 den Minimalstaat gegenüber, der nur noch für die innere und äußere Sicherheit zuständig ist und den freien Markt nicht durch Wirtschafts- oder Sozialpolitik beeinflussen sollte (Laissez-faire). Ihre Gegner bezeichneten diese Vorstellung als Nachtwächterstaat.

### Sozialistische Staatstheorien
Der Sozialismus strebt die Vergesellschaftung beziehungsweise Verstaatlichung der Produktionsmittel an, um so das kapitalistische Wirtschaftssystem zu überwinden. Welche Rolle der Staat dabei spielen kann und soll, wird in den sozialistischen Richtungen sehr unterschiedlich beantwortet.

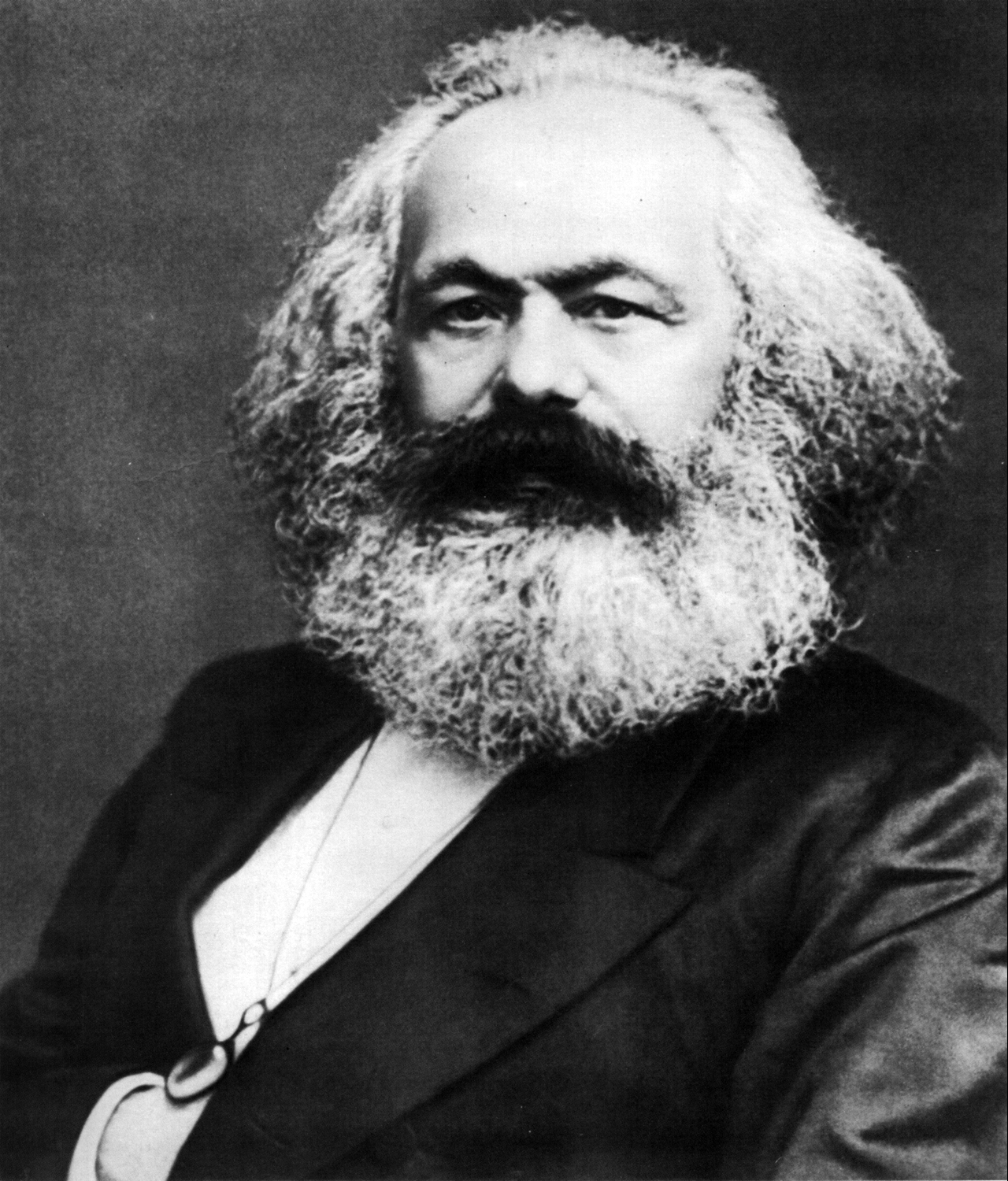
Karl Marx

Karl Marx betrachtete den real existierenden Staat als Ausdruck von Klassenherrschaft. Erst nach erfolgreicher internationaler Revolution der Arbeiterklasse sei ein Staat (Diktatur des Proletariats) denkbar, der dem Allgemeinwohl dient. Im Kommunismus sei dann eine klassenlose Gesellschaft erreicht, die jeden Staat überflüssig mache und absterben lasse (siehe Marxismus).
Lenin entwarf einerseits eine Theorie der Revolution „von den schwächsten Gliedern“ des Kapitalismus aus, verbunden mit dem Konzept einer Kaderpartei. Andererseits betonte er den Begriff der Diktatur des Proletariats und die Vormachtstellung der Partei. Die Revolution erfolge in Form der Übernahme der Staatsmacht durch die von den Arbeiterräten getragene proletarische Elite: Der Aufbau des Sozialismus werde dann durch eine zentrale Verwaltung und Planung aller gesellschaftlichen Bedürfnisse ermöglicht. Lenins Vorbild war dabei der preußische Beamtenstaat (siehe Leninismus).
Unter Josef Stalin wurden Theorien von Marx und Lenin zu einem „Marxismus-Leninismus“ zusammengeschweißt. Dieser diente als Staatsideologie zur Legitimation einer zentralistischen Ein-Parteien-Diktatur mit bürokratisch-feudalistischen Zügen und sollte eine autoritäre Führungsrolle der Sowjetunion in der kommunistischen Bewegung begründen. Der Kern dieser Staatstheorie war die Gleichsetzung von Proletariat (Volk) mit Einheitspartei und Staat, so dass die Gewaltenteilung durch eine zentrale Lenkung aller Gesellschaftsbereiche von oben nach unten aufgehoben wurde (siehe Stalinismus).
Leo Trotzki, Organisator der Oktoberrevolution, Begründer und Führer der Roten Armee im russischen Bürgerkrieg, hatte Stalins Diktatur seine Theorie der permanenten Revolution entgegengestellt. Er versuchte, die nationale Begrenzung und Erstarrung des Kommunismus mit der Fortsetzung der Weltrevolution in entwickelten Industriestaaten wie auch vom Weltmarkt abhängigen Ländern der „Peripherie“ zu überwinden. Dabei erhielten die Ideen der Arbeiterselbstverwaltung und des Internationalismus wieder einen höheren Stellenwert (siehe Trotzkismus).
Mao Zedong hatte ähnlich wie Lenin eine Revolutionstheorie entworfen und erfolgreich praktiziert, in der das „Landproletariat“ – die Bauern – eine zentrale Rolle spielten. Der Maoismus berief sich dabei neben Marx und Engels ausdrücklich auch auf Lenin und Stalin. Die bürokratisch-feudalistische Ein-Parteien-Diktatur war in der Volksrepublik China trotz interner Flügelkämpfe, ökonomischer Liberalisierung und Annäherung an den Kapitalismus noch rigider als in der früheren Sowjetunion (siehe Maoismus).
Dagegen galt der Vielvölkerstaat Jugoslawien unter Josip Broz Tito als eine von der Sowjetunion unabhängige Form des Sozialismus, die eine staatliche Lenkung der Ökonomie mit einer privatisierten Landwirtschaft und außenpolitischen Blockfreiheit zu vereinen versuchte (siehe Titoismus).
Die führenden Vertreter des Spartakusbundes, Karl Liebknecht und Rosa Luxemburg, bewahrten seit 1914 den Karl Marx verpflichteten Internationalismus: Eine Sozialrevolution könne nur auf der Basis von wirksamer praktischer Solidarität aller Arbeiterparteien Erfolg haben. Sie erwarteten und befürworteten infolge des Weltkriegs eine kommunistische Weltrevolution anstelle einer parlamentarischen Realisierung von sozialer Gerechtigkeit, lehnten aber Lenins Konzept einer Kaderpartei zur Eroberung der Staatsmacht ab. Rosa Luxemburg hatte in ihrem posthum veröffentlichten Werk „Die russische Revolution“ die Oktoberrevolution zwar begrüßt, Lenins Tendenz zur Ein-Parteien-Diktatur unter Ausschluss der Arbeiterselbstverwaltung und Meinungsvielfalt aber scharf kritisiert. Eine neue sozialistische Staatstheorie entwarf sie nicht, betonte aber die Spontaneität des Proletariats als Impuls für ständige Neubesinnung der Linksparteien. Die Vergesellschaftung der Produktionsmittel solle sich politisch in Form einer Räterepublik (Basisdemokratie) abbilden, um den Sozialismus vor zentralistischer Erstarrung und reformistischen Abirrungen zu schützen.
In Abgrenzung zum Stalinismus suchte der westeuropäische Eurokommunismus einen parlamentarischen Weg zum Sozialismus und strebte eine dezentrale Mischökonomie ohne zentrale Planung an, Vordenker dafür waren z. B. Antonio Gramsci, Louis Althusser und Nicos Poulantzas.

### Materialistische Staatstheorie
Im Gegensatz zur sozialistischen Staatstheorie, die ein Konzept des Staates nach der Überwindung der kapitalistischen Produktionsweise entwirft, analysiert die materialistische Staatstheorie die Form, Struktur und Aufgabe des Staates auf Grundlage marxistischer Theorie. Grundlegende Annahme ist hierbei, dass der Staat in Abhängigkeit und als Konsequenz aus der kapitalistischen Produktionsweise entstanden ist. Hierbei unterschieden sich jedoch verschiedene Autoren in ihren detaillierten Interpretationen dessen.
Nennenswerte Autoren der materialistischen Staatstheorie sind Lenin, der ein instrumentelles Verständnis vom Staat hatte; Gramscis hegemonietheoretisches Staatsverständnis; Paschukanis, der die Staatsform rechtsphilosophisch analysierte und Joachim Hirsch, als zeitgenössischer Staatstheoretiker.

### Reformistische Staatstheorie
In der SPD vereinten sich seit ihrer Gründung verschiedene Strömungen: eine eher marxistische, vertreten durch August Bebel und Wilhelm Liebknecht sowie eine gewerkschaftlich-pragmatische, vertreten durch Ferdinand Lassalle. Der von Eduard Bernstein theoretisch begründete Reformismus wurde seit etwa 1900 zu ihrem gemeinsamen Konzept, während das Programm weiterhin eine revolutionäre Überwindung von Klassenherrschaft als Ziel vorgab. Die sozialen Probleme sollten durch demokratische Reformen im Rahmen der bestehenden Klassengesellschaft allmählich gemildert und schließlich gelöst werden. Dies schloss die teilweise Verstaatlichung der Produktionsmittel im Rahmen einer liberalen Demokratie ein.
1959 verzichtete das Godesberger Programm der SPD auch offiziell auf viele der alten marxistischen Forderungen, um aus der Klassenpartei eine parlamentarisch erfolgreiche Volkspartei zu machen. Damit wurde ein Bekenntnis zur sozialen Marktwirtschaft abgelegt und somit Produktionsmittel als privates Eigentum akzeptiert. Weitere Forderungen im Programm sind der Rechtsstaat und die freie Entfaltung des Menschen durch und mit sozialen Absicherungen im Sozialstaat.

### Anarchistische Staatskritik
In der Kritik des Anarchismus an allen Staatsmodellen, die es abzuschaffen gelte, spiegelt sich eine negative Staatstheorie. Jede unfreiwillige Autorität im Allgemeinen und staatliche Herrschaft im Besonderen sollen aufgehoben werden. Freiheit, Autonomie und Selbstverwaltung der Individuen stehen im Mittelpunkt, Zwang wird abgelehnt, nicht jedoch die Selbstverteidigung bei Angriffen. Dabei gibt es verschiedene Nuancen:
- Mutualistischer Anarchismus (Pierre-Joseph Proudhon)
- Kollektivistischer Anarchismus (Michail Alexandrowitsch Bakunin)
Eine Form des Anarchismus, die u. a. die Abschaffung herkömmlicher Eigentumsansprüche propagiert.
- Kommunistischer Anarchismus (Peter Alexejewitsch Kropotkin)
Ziel dabei ist eine staatenlose Gesellschaft auf der Grundlage gegenseitiger Hilfe.

Die Entscheidungsfindung vollzieht sich auf der untersten Ebene, ohne irgendwelche Hierarchien oder Zwangsordnungen. Das heißt, die Kommunen sind selbstverwaltet. Die Entscheidungen werden also in freiwilliger und gleichberechtigter Übereinkunft aller Bürger eines einzelnen kleineren Gebiets getroffen; das umfasst auch die kommunalen Wirtschaftsbetriebe.
Die dezentralisierten Kommunen föderieren sich wiederum mit anderen Kommunen, um übergeordnete Aufgaben zu koordinieren und sich untereinander auszutauschen.

### Libertaristische Staatskritik
Aus Sicht des Libertarismus ist der Staat ein illegitimer freiheitsverkürzender Zwangsapparat. Eine freie, auf Verträge zwischen Individuen gestützte Ordnung des Gemeinwesens sei die einzig legitime.
Der Libertarismus stützt sich – wie der Anarchokapitalismus – stärker als die (sonstige) anarchistische Staatskritik auf wirtschaftswissenschaftliche Erwägungen. Er lehnt beispielsweise Marktversagen als Legitimation staatlichen Handelns ab und sieht in staatlichen Regulierungen ungerechtfertigte Begünstigungen einzelner wirtschaftlicher Akteure.
Das Misstrauen gegenüber staatlichen Regelungen wird oft historisch begründet. So sei sowohl die Entstehung des Staates im Ganzen als auch die Entstehung des Wohlfahrtsstaates macht- und interessengeleitet gewesen. Libertäre weisen darauf hin, dass alle Sozialversicherungen aus freiwilligen Selbsthilfe-Organisationen entstanden seien.

## Gegenwärtige staatstheoretische Debatte
Bezugspunkt für die gegenwärtige staatstheoretische Debatte sind insbesondere die Staatslehren der Weimarer Republik, namentlich von Hans Kelsen, Carl Schmitt, Hermann Heller und Rudolf Smend. Alle bildeten einflussreiche Schulen oder Denkrichtungen und wirken weiter auf die heutige Staatsdiskussion. Prägenden Einfluss auf die Weimarer Staatsdiskussion, die mit dem Methodenstreit der Weimarer Staatsrechtslehre einherging, hatte wiederum die „Allgemeine Staatslehre“ (1900) von Georg Jellinek. In ihr entwickelt er eine Drei-Elemente-Lehre, nach der zur Anerkennung eines Staates als Völkerrechtssubjekt die drei Merkmale „Staatsgebiet“, „Staatsvolk“ und „Staatsgewalt“ erforderlich seien (siehe Völkerrecht). Zudem spaltete Jellinek die Staatslehre in eine Allgemeine Soziallehre und eine Allgemeine Staatslehre.

### Juristischer und „soziologischer“ Staatsbegriff in der Weimarer Republik
Für den Neukantianer Hans Kelsen und seine „Reine Rechtslehre“ war der Staat etwas rein Juristisches, also normativ Geltendes. Er sei nicht irgendeine Realität oder ein Gedachtes neben oder außer der Rechtsordnung, sondern nichts als ebendiese Rechtsordnung selbst. Der Staat ist somit also weder Urheber noch Quelle der Rechtsordnung. Solche Vorstellungen waren für Kelsen „Personifikationen“ und „Hypostatisierungen“. Für ihn war der Staat vielmehr ein System von Zurechnungen auf einen letzten Zurechnungspunkt und eine letzte Grundnorm. Der Staat ist für diese rein juristische Betrachtung also identisch mit seiner Verfassung, er bleibt frei von allem Soziologischen.
Carl Schmitt dagegen interessierte sich für die, wie er es nannte, „soziologische“ Frage, wie sich der Staat als „politische Einheit eines Volkes“ konstituiere. Die Leistung eines Staates als „maßgebende politische Einheit“ war für ihn daher, innerhalb seines Territoriums eine vollständige Befriedung herbeizuführen und dadurch eine Situation zu schaffen, in der Rechtsnormen gelten können. Der Staat sei dabei aber grundsätzlich dem „Politischen“ nachgeordnet: „Der Begriff des Staates setzt den Begriff des Politischen voraus“. Der Staatsbegriff könne demnach nicht länger die fundamentale Kategorie bilden, denn er leiste nicht mehr, was er leisten soll, nämlich die politische Einheit zu bezeichnen. An diese Stelle trete das Politische, dessen Begriff nicht mehr vom Staatsbegriff gewonnen werden könne, hervor.
Daraus ergeben sich neue Perspektiven. In der Zeit des Nationalsozialismus eröffneten sich für Schmitt etwa jenseits des Staates neuartige „Großräume“, die die „Überwindung des alten, zentralen Staatsbegriffs“ forderten. Auch weiche das Politische auf nichtstaatliche Akteure aus, z. B. den Partisanen als irregulären, nichtstaatlichen Kombattanten, dessen absolute Feinderklärung mit dem Versuch des klassischen Völkerrechts nicht mehr vereinbar sei, ihn in die Sphäre des öffentlichen Rechts zu integrieren. Dabei blieb Schmitts Staatsbegriff aber letztlich immer noch auf einen von oben und außen kommenden statischen Staatswillen bezogen, der jedoch durch den Bezug auf die politische Einheit des Volkes auf ein Element von unten verwies und damit potenziell auf die Dynamik der modernen Gesellschaft. Indem die Demokratie den Gegensatz von Staat und Gesellschaft aufhebt, werde der Staat nämlich „Selbstorganisation“ der Gesellschaft. Die Gleichung staatlich = politisch stimme nicht mehr, weil nun alle bisher nur staatlichen Angelegenheiten gesellschaftlich und alle bisher allein gesellschaftlichen Angelegenheiten staatlich werden. Damit wurde der Staat für Schmitt zwangsläufig zum „totalen Staat“, der potenziell jedes Sachgebiet ergreift – auch und insbesondere die Sphäre der Wirtschaft. Damit nimmt Schmitt eine Entwicklungsdynamik moderner Gesellschaften in den Blick, die nur noch begrenzt von staatlichen und rechtlichen Instanzen beherrscht wird: „Die Epoche der Staatlichkeit geht zu Ende. […] Der Staat als das Modell der politischen Einheit, der Staat als Träger […] des Monopols der politischen Entscheidung […] wird entthront“. Die „soziologische“ Frage nach dem Zustandekommen einer „politischen Einheit“ führte Schmitt dabei auf das Gebiet des „Politischen“ – also der Assoziation und Dissoziation von Menschen – und auf diesem Weg letztlich über den Staat hinaus.
Auch Hermann Heller bezog sich in seiner „Staatslehre“ (1934) auf soziologische Momente, wenn er die „Wirklichkeit des Staates“ betonte. Für ihn war der Staat eine „in der gesellschaftlichen Wirklichkeit tätige Einheit“, die nicht losgelöst von der jeweiligen Wirklichkeit existiert, sondern sich stets aus der sich verändernden Realität formen und rechtfertigen muss. Der Staat als politische Einheit lasse sich nicht mit der „Gesellschaft“ identifizieren. Staat sei notwendig „organisierte“ Einheit, die durch entsprechende Institutionen ihre Gestalt und Handlungsfähigkeit erhalte. Da das Gesetz der Organisation das grundlegende Bildungsgesetz des Staates sei, sei die Einheit des Staates immer nur als Ergebnis bewusster Einheitsbildung, statt als Organisation zu begreifen. Um seine Funktionen erfüllen zu können, bedürfe der Staat einer organisatorischen Machtentfaltung. Der Staatswille wird durch staatliche Organe als „Herrschaft“ vermittelt, nicht durch beliebig handelnde gesellschaftliche Kräfte. Die ihn permanent gestaltenden Kräfte machen die „Wirklichkeit des Staates“ aus. Diese Kräfte, Parteien, Gruppen und Verbände, sind dabei als konkrete Strukturen die Voraussetzung für den demokratischen Prozess. Diese Strukturen sind jedoch wiederum auf Voraussetzungen angewiesen, nämlich auf eine „politische Wertgemeinschaft“ und eine „soziale Homogenität“. Ohne ein Mindestmaß sozialer Homogenität sei staatliche Einheitsbildung nicht möglich. Hierin liegt die Grundlage dessen, was Heller erstmals als „sozialen Rechtsstaat“ bezeichnete.
Der vierte staatstheoretische Entwurf aus der Gruppe der bedeutenden Weimarer Staatsrechtler ist die Integrationslehre Rudolf Smends. Smend wurde der „Geisteswissenschaftlichen Schule“ der Staatstheorie zugerechnet, die sich mit einem soziologischen Staatsbegriff gegen Rechtspositivismus und Formalismus wandte. Smend verstand den Staat als „geistige Realität“, dessen „Lebensprozess“ auf einem „dynamisch-dialektischen Charakter“ beruhe. Dieses dynamische Staatsverständnis spiegelt sich auch darin wider, dass die staatlichen Organe und Gewalten nicht als Substanzen ruhender Art, sondern als bewegende Kräfte verstanden werden. Der Staat ist nur, weil und sofern er dauerhaft integriert. Er lebt nur in diesem Prozess beständiger Erneuerung, dauernden Neuerlebtwerdens. Er lebt gewissermaßen von einem Plebiszit, das sich jeden Tag wiederholt.
Die Verfassung als die gesetzliche Normierung einzelner Seiten dieses Prozesses stellt die Aufgabe solcher Einheitsbildung. Smend entwickelte 1928 in seinem Hauptwerk „Verfassung und Verfassungsrecht“ eine Lehre der Integrationsmöglichkeiten von Bürgern in den Staat. Die wesentliche Leistung des Staates sei es, eben jene Integration herzustellen und aufrechtzuerhalten. Hierbei unterschied Smend drei wesentliche Integrationstypen. Als erste nannte er die „persönliche Integration“ eines legitimen Monarchen, der den „geschichtlichen Bestand staatlicher Gemeinschaftswerte“ symbolisiere. Den zweiten Typus bezeichnete er als „funktionale Integration“, bei dem bestimmte Werte die Herrschaft begründeten, nämlich irrationale, die ihr Legitimität geben, und rationale, die sie vor allem als Verwaltung rechtfertigen.
Als dritten Typus meinte Smend eine Sphäre der „sachlichen Integration“ ausmachen zu können, die sich vor allem auf „Symbole“ und „Raum“ als Integrationsfaktoren stützt. Die Fülle des staatlichen Gehalts sei vom Einzelnen nicht mehr fassbar, weshalb sie durch Symbole und auf die Vertretung der Gesamtheit hin ausgerichtete Vorgänge repräsentiert werden müsse. So werde die Integrationswirkung des Staates intensiv, nicht extensiv erlebbar. Geschichte sei dabei einer der wirkmächtigsten Faktoren staatlicher Integrationsfähigkeit, da sie das Fließende und nicht das Statische verdeutliche. Noch wichtiger sei nur das Staatsgebiet, durch das der Staat seine wesentlichste Konkretisierung erfährt, so dass es an erster Stelle unter den sachlichen Integrationsfaktoren stehe. Zeit und Raum stellen nach Smend demnach zwei der wichtigsten Größen bei der sachlichen Integration dar.

### Soziologische Theorie/Machttheorie
Der Staat wird als logische Folge der Ausübung von Macht beziehungsweise Herrschaft gesehen. Gemäß der 1909 von Oppenheimer formulierten soziologischen Staatsidee ist der Staat ursprünglich „eine gesellschaftliche Einrichtung, die von einer siegreichen Menschengruppe einer besiegten Menschengruppe aufgezwungen wurde mit dem einzigen Zwecke, die Herrschaft der ersten über die letzten zu regeln und gegen innere Aufstände und äußere Angriffe zu sichern.“ Nachdem Machiavelli schon im 16. Jahrhundert in seinem Werk Il Principe Herrschaftsformen, -erwerb und -erhalt untersucht hatte, steht heute Max Webers Herrschaftssoziologie im Mittelpunkt. Weber begreift die Ausübung von Macht und Herrschaft im Hinblick auf einen subjektiven Handlungssinn. Sein Hauptinteresse galt der Beziehung zwischen Herrschenden und Beherrschten, dem Konkurrenzkampf um politische Ämter und dem Handeln politischer Eliten. Für Weber (Wirtschaft und Gesellschaft, 1922) definiert sich der Staat als diejenige menschliche Gemeinschaft, welche innerhalb eines bestimmten Gebietes das Monopol legitimer physischer Gewaltsamkeit für sich mit Erfolg beansprucht. Weber unterscheidet drei Idealtypen von legitimer Herrschaft nach der Art ihres Legitimationsglaubens:
- rationale bzw. legale Herrschaft kraft gesetzter Ordnung (z. B. Bürokratie),
- traditionale Herrschaft kraft Glaubens an die Heiligkeit der von jeher vorhandenen Ordnungen und Herrengewalten (z. B. Patriarchat, Feudalismus) und
- charismatische Herrschaft kraft affektueller Hingabe an die Person des Herrn und ihre Gnadengaben (Charisma) (z. B. Propheten), die sich stets in eine rationale oder traditionale Herrschaft versachlicht.

Niklas Luhmann greift in seinem Werk Legitimation durch Verfahren den Gedanken der Legitimität indizierenden Legalität des Typus der legalen Herrschaft auf. In Macht (1975) verwendet er den Begriff „Staat“ in Anführungszeichen. Und in Die Politik der Gesellschaft (2000) definiert Luhmann den Begriff als eine „semantische Einrichtung“: Der Staat ist kein politisches System, sondern die Organisation eines politischen Systems zur Selbstbeschreibung dieses politischen Systems.
Jürgen Habermas bemerkte zur legalen Herrschaft, dass, wenn man für einen wirksamen Legitimitätsglauben einen Wahrheitsbezug voraussetzt, bei ihr das Verfahren der Ordnungssetzung nicht als solches Legitimation erzeugen könne, sondern dass auch das Ordnungssetzungsverfahren selbst unter Legitimationszwang stehe. Es müssten daher zusätzlich Argumente für die legitimierende Kraft des Ordnungssetzungsverfahrens angegeben werden, z. B. die in einer Verfassung festgeschriebenen Regeln und Kompetenzen diesbezüglich.
Hermann Lübbe wendet hiergegen wiederum ein, dass zwischen argumentativer Normbegründung und dezisionistischer Normdurchsetzung zu unterscheiden sei (womit er eher Normsetzung gemeint haben dürfte). In der parlamentarischen Debatte komme es zu Legitimation durch Abstimmung.
Im Gegensatz zu Weber begreift Michel Foucault die Ausübung von Macht und Herrschaft als subjektlose Strategie. In seiner Machttheorie geht er von einem strategisch-produktiven Machtbegriff aus und setzt Macht und Wissen in Beziehung zueinander.
Relativ spät, das heißt intensiv erst seit Ende der 1980er und Beginn der 90er Jahre, wurden auch von feministischer Seite beziehungsweise der Geschlechterforschung (gender studies) Staat und Demokratie kritisch auf Macht und Herrschaft untersucht, vorher war eine kritische Staatstheorie quasi eine Leerstelle des Feminismus der Frauenbewegung. Ziel einer feministischen Konzeptualisierung von Staatlichkeit ist die Sichtbarmachung des „Geschlechts des Staates“ und daraus hervorgehend die Dekonstruktion der staatlich-institutionellen Strukturen und Mechanismen, die die hierarchische Zweigeschlechtlichkeit aufrechterhielten. Der Staat wird als Verdichtung der vorhandenen sozialen Widersprüche erkannt: die strukturelle Männlichkeit seiner Institutionen („Männerbund“), seiner Interessen und seiner organisationellen Regeln, Werte, Normen und Strukturen würden durch die sozial- und staatskritische Geschlechterforschung aufgedeckt und kritisiert (Sauer 2003).
Die liberal-feministische Richtung hingegen bezieht sich positiv auf den Staat, der als neutraler Vermittler die unterschiedlichen Interessen vertreten solle. Mit Blick auf die skandinavischen Wohlfahrtsstaaten fehle es ihm demnach lediglich an frauenfördernden Mechanismen. Das dem Staat zugrunde liegende männliche Familienernährermodell und die daraus resultierende doppelte Vergesellschaftung von Frauen wird dabei selten hinterfragt (Sauer 2003).

### Demokratietheorie
Die heute in Deutschland gültige repräsentative Demokratie hat etwa Bruno Schmidt-Bleibtreu u. a. in seinem Kommentar zum Grundgesetz definiert:

„Demokratie besteht erstens darin, dass grundsätzlich das Volk selbst die Staatsfunktionen ausübt, wobei allerdings aus praktischen Notwendigkeiten heraus niemals sämtliche Volksangehörigen und nicht einmal alle erwachsenen Angehörigen dieses Volkes die Herrschaft ausüben können, sondern immer nur eine möglichst große Zahl von ihnen, also die Mehrheit.
Zweitens erfolgt diese Herrschaftsausübung der Mehrheit heute meistens nicht unmittelbar, also nicht durch direkte Entscheidung über die Regierungs- und Gesetzgebungsakte im Wege einer Volksabstimmung, sondern sie vollzieht sich regelmäßig […] durch die Wahl einer Volksvertretung, der Legislative, die ihrerseits wieder regelmäßig durch Wahl die Regierung, die Exekutive, bestellt.
Endlich gehört zum Begriff der Demokratie, dass diese durch Wahlen erfolgende Bestellung der Staatsorgane auf Zeit, wenn nicht sogar auf Abruf, erfolgt sowie dass die Wahlen frei sind und auf Gleichheit des Wahlrechtes für alle erwachsenen Staatsbürger beruhen.“

Diese Merkmale nehmen die von den Philosophen der Aufklärung – vor allem Locke, Montesquieu, Rousseau und Kant – begründete Menschenrechts-, Rechtsstaats- und Demokratietradition auf und verankern sie verfassungsrechtlich:
- Volkssouveränität,
- Mehrheitsprinzip,
- Parlamentarismus,
- Gewaltenteilung,
- Rechtsstaatlichkeit besonders im Blick auf Menschenwürde, Meinungsfreiheit und von da aus geheimes, gleiches und freies Wahlrecht,
- weltanschauliche Neutralität,
- Meinungs- und Parteienpluralismus.

Das Grundgesetz will Konstruktionsprinzipien der Weimarer Verfassung vermeiden, die der Parlamentarische Rat als Fehlentwicklungen betrachtete. So waren Grundrechte in der Weimarer Verfassung nicht grundsätzlich exemiert, also der Staatsgewalt vorgeordnet, sondern wurden – in Form von Abwehrrechten gegen den Staat – als Gewährung des Staates an die Bürger aufgefasst. Die Grundrechte waren durch eine qualifizierte Mehrheit „unabhängig von der Tragweite“, wie der führende Verfassungskommentar formulierte, veränderbar. Zugleich verzichtete die Weimarer Verfassung auf ein unveränderliches Staatsziel, weshalb Kritiker monierten, sie verhalte sich „neutral“ zu jeder beliebigen politischen Zielsetzung. Im Grundgesetz wird demgegenüber die „unantastbare Menschenwürde“ als positiv qualifizierter Grund und Inhalt der Demokratie aufgefasst, der alle weiteren Grundrechte und Einzelgesetze tragen und durchdringen soll. Darum sind die Grundrechte selbst unabdingbar und stehen keiner Mehrheitsentscheidung zur Disposition. Die so verstandene „wehrhafte Demokratie“ soll nicht beliebige politische Ziele erlauben, sondern Parteien und Staatsorganen absolute Grenzen setzen.
Diese Auffassung von Demokratie hat sich in den meisten westlich orientierten Staaten der Gegenwart – vor allem in Europa und Nordamerika – durchgesetzt. Sie beansprucht eine allgemeine Wertgrundlage, die Menschenrechte, als Basis aller Rechtsstaatlichkeit. In der UN-Charta werden diese darüber hinaus als universale Basis der Völkerbeziehungen proklamiert. Rechtsstaatliche Demokratie gilt nach westlichem Verständnis daher tendenziell als allgemeingültiges Staatsmodell. Sie unterliegt aber schon innerhalb demokratisch verfasster Gesellschaften wie auch zwischen verschiedenen Völkern, Kulturen und Staatsformen ständiger Neubewertung und Neudefinition.

### Klassische Werke
- Platon: Politeia
  - Der Staat. ISBN 3-15-008205-6.
- Aristoteles: Politik.
  - Die politischen Dinge. ISBN 3-15-008522-5.
- Cicero: De re publica. 54 bis 51 v. Chr.
  - Vom Gemeinwesen. ISBN 3-15-009909-9.
- Augustinus: De civitate Dei. Um 420
  - Vom Gottesstaat. ISBN 3-423-30123-6.
- Thomas von Aquin: De regimine principum.
  - Über die Herrschaft der Fürsten. ISBN 3-15-009326-0.
- ders.: Summa theologica. 1265 oder 1266 bis 1273.
  - Summe der Theologie
- Dante Alighieri: De Monarchia. Um 1316.
  - Über die Monarchie
- Marsilius von Padua: Defensor Pacis. 1324.
  - Verteidiger des Friedens
- Nikolaus von Kues: De concordantia catholica. 1433/34
  - Über die allgemeine Eintracht
- Niccolò Machiavelli: Il Principe. 1513
  - Der Fürst. ISBN 3-15-001219-8.
- Martin Luther: Von weltlicher Obrigkeit. 1520.
- Jean Bodin: Les six livres de la Republique. 1576.
  - Sechs Bücher über den Staat. ISBN 3-15-009812-2.
- Thomas Hobbes: Leviathan. 1651.
  - Leviathan. ISBN 3-15-008348-6.
- John Locke: Two Treatises of Government.
  - Zwei Abhandlungen über die Regierung. ISBN 3-15-009691-X.
- Montesquieu: De l’esprit des lois. 1748.
  - Vom Geist der Gesetze. ISBN 3-15-008953-0.
- Jean-Jacques Rousseau: Du Contrat social. 1762.
- Alexis de Tocqueville: De la démocratique en amérique.
  - Über die Demokratie in Amerika
- Jean-Jacques Rousseau: Du contract social ou principes droit politique.
  - Der Gesellschaftsvertrag oder die Grundsätze des Staatsrechts. 1880
- Pierre-Joseph Proudhon: Système des contradictions économiques ou Philosophie de la misère. 1846.
  - System der ökonomischen Widersprüche oder Philosophie des Elends. Kramer, Berlin 2003, ISBN 3-87956-281-4.
- Marx/Engels: Kommunistisches Manifest. 1848, ISBN 3-88619-322-5.
- Karl Marx: Zur Judenfrage. 1843; MEW Band 1.
- Friedrich Engels: Der Ursprung der Familie, des Privateigentums und des Staats. 1884
- Michail Bakunin: Государственность и анархия (Gosudarstvennost i anarchija). 1873.
  - Staatlichkeit und Anarchie. ISBN 3-87956-233-4.
- Pjotr Kropotkin: La conquête du pain. 1892.
  - Die Eroberung des Brotes. ISBN 3-922209-08-4.
- ders.: Mutual Aid: A Factor of Evolution. 1902.
  - Gegenseitige Hilfe. ISBN 3-900434-27-1.
- Georg Jellinek: Allgemeine Staatslehre. 1900.
- Franz Oppenheimer: Der Staat.
- Lenin: Staat und Revolution. 1917
- Max Weber: Wirtschaft und Gesellschaft. 1922, ISBN 3-16-147749-9 (Onlinetext)
- Hans Kelsen: Allgemeine Staatslehre. 1925.
- Carl Schmitt: Verfassungslehre. 1928.
- Eugen Paschukanis: Allgemeine Rechtslehre und Marxismus. 1929.
- Karl Barth: Christengemeinde und Bürgergemeinde. 1946.
- John Rawls: A Theory of Justice. 1971.
  - Eine Theorie der Gerechtigkeit. ISBN 3-518-06737-0.
- Nicos Poulantzas: L’état, le pouvoir, le socialisme. 1977.
- Reinhold Zippelius: Allgemeine Staatslehre. Politikwissenschaft. 17. Auflage. C.H. Beck, München 2017, ISBN 978-3-406-71296-8.

### Weitere Literatur
- Andreas Anter/Wilhelm Bleek: Staatskonzepte: Die Theorien der bundesdeutschen Politikwissenschaft. Campus Verlag, Frankfurt am Main/New York 2013, ISBN 978-3-593-39895-2.
- Lars Bretthauer, Alexander Gallas, John Kannankulam, Ingo Stützle (Hrsg.): Poulantzas lesen. Zur Aktualität marxistischer Staatstheorie. VSA, Hamburg 2006, ISBN 3-89965-177-4 (Einleitung)
- Alex Talbot Coram: State, Anarchy, Collective Decisions – Some Applications of Game Theory to Political Economy. 2001 (Staat vs. Anarchie aus spieltheoretischer Sicht).
- Alex Demirović: Nicos Poulantzas: Aktualität und Probleme materialistischer Staatstheorie. Westfälisches Dampfboot, Münster 2007, ISBN 978-3-89691-622-8 (Rezension von B. Opratko)
- Joachim Hirsch: Materialistische Staatstheorie. Transformationsprozesse des kapitalistischen Staatensystems. VSA-Verlag, Hamburg 2005, ISBN 3-89965-144-8 (Frei zugängliche PDF-Datei).
- Joachim Hirsch: Der nationale Wettbewerbsstaat. Staat, Demokratie und Politik im globalen Kapitalismus. Berlin/Rotterdam 1995, ISBN 3-89408-049-3.
- Walter Kreck: Grundfragen christlicher Ethik. Kaiser, München 1975, ISBN 3-459-01019-3.
- Martin Kriele: Einführung in die Staatslehre. Die geschichtlichen Legitimitätsgrundlagen des demokratischen Verfassungsstaates. 6., überarbeitet und erweiterte Auflage. Kohlhammer, Stuttgart 2003, ISBN 3-17-018163-7.
- Birgit Sauer: Staat, Demokratie und Geschlecht – aktuelle Debatten. In: gender…politik…online. August 2003 (PDF; 420 KB)
- Rüdiger Voigt, Ulrich Weiß (Hrsg.): Handbuch Staatsdenker. Franz Steiner Verlag, Stuttgart 2010, ISBN 978-3-515-09511-2.
- Rüdiger Voigt (Hrsg.): Staatsdenken. Zum Stand der Staatstheorie heute. Nomos, Baden-Baden 2016, ISBN 978-3-8487-0958-8.
- Jens Wissel & Stefanie Wöhl (Hrsg.): Staatstheorie vor neuen Herausforderungen. Analyse und Kritik. Westfälisches Dampfboot, Münster 2008, ISBN 978-3-89691-747-8 (Rezension von I. Küpeli)
- Staatstheorie. Politischer Überbau, Ideologie, autoritärer Etatismus. VSA-Verlag, Hamburg 1978, ISBN 3-87975-161-7.
- Reinhold Zippelius: Geschichte der Staatsideen. 10. Auflage. Beck, München, 2003, ISBN 3-406-49494-3.